# Anthaxia lucens
Anthaxia lucens es una especie de escarabajo del género Anthaxia, familia Buprestidae. Fue descrita científicamente por Küster en 1852.